# Jaroslav Tvrdík

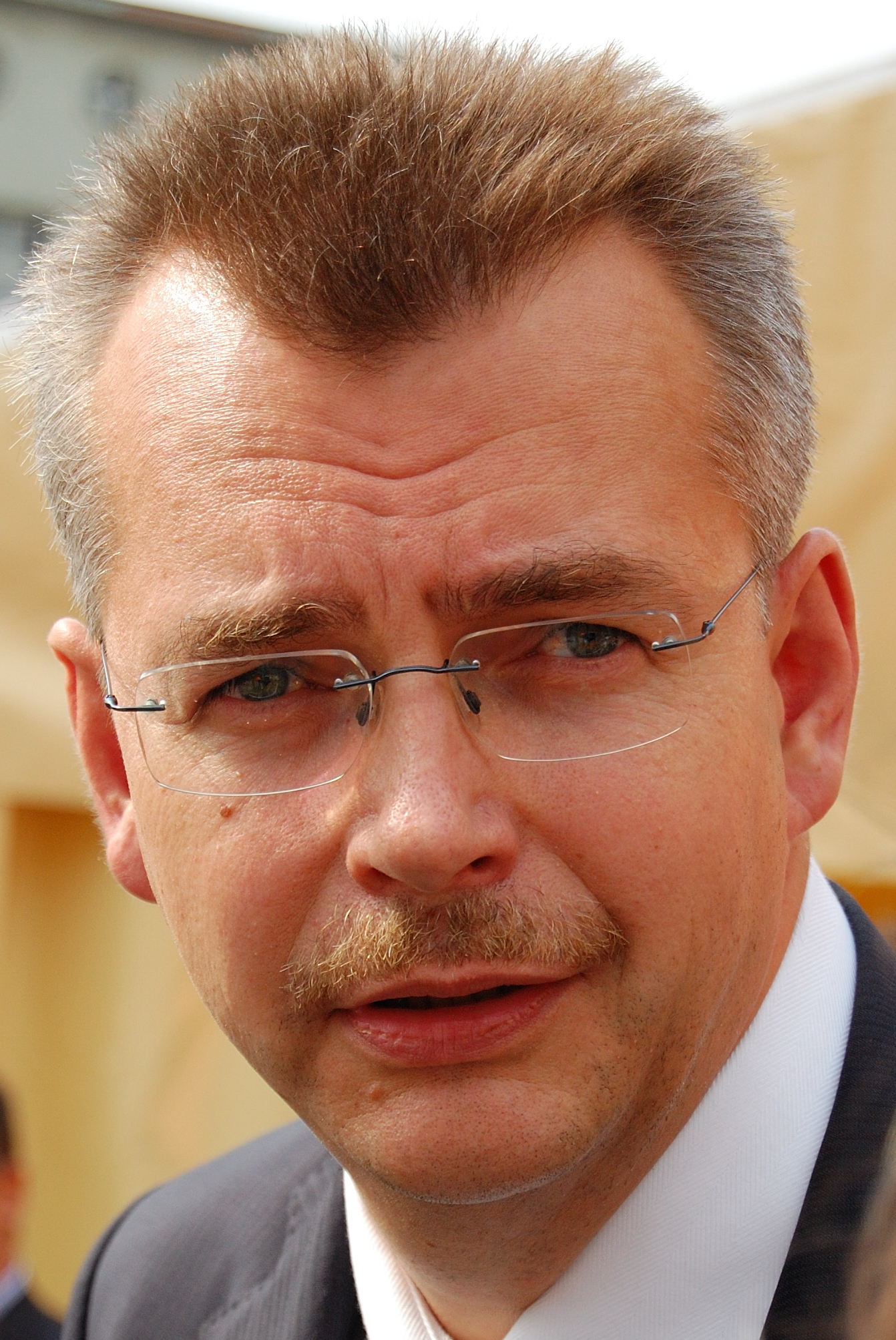
Jaroslav Tvrdík (2009)

Jaroslav Tvrdík (* 11. September 1968 in Prag) ist ein ehemaliger tschechischer Politiker der ČSSD und Manager. Er war von 2001 bis 2003 Verteidigungsminister der Tschechischen Republik. Außerdem ist er Präsident des Sportvereins Slavia Prag.

## Leben
Tvrdík studierte an der Militärhochschule in Vyškov. Danach begann er als Beamter im Verteidigungsminister zu arbeiten. Von 1992 bis 1993 war er bei der Schutztruppe UNPROFOR im Jugoslawienkrieg im Einsatz, wofür er die UN-Medaille erhielt. 2000 wurde Tvrdík zum Oberstleutnant ernannt. Im selben Jahr wurde er Stellvertreter des Verteidigungsministers für ökonomische Angelegenheiten. 2001 trat er der sozialdemokratischen Partei ČSSD bei.
Am 4. Mai 2001 wurde Tvrdík zum Verteidigungsminister in der Regierung Miloš Zeman ernannt. Bei der Abgeordnetenhauswahl 2002 erreichte er ein Mandat als Abgeordneter. In der anschließend gebildeten Regierung Vladimír Špidla behielt Tvrdík den Ministerposten. Er trat am 3. Juni 2003 zurück.
Von 2003 bis 2006 war Tvrdík Direktor der Czech Airlines.